# Salvacañete
Salvacañete – gmina w Hiszpanii, w prowincji Cuenca, w Kastylii-La Mancha, o powierzchni 120,28 km². W 2011 roku gmina liczyła 323 mieszkańców.